# Kakha Bendukidze
Kakha Bendukidze (in georgiano კახა ბენდუქიძე?; Tbilisi, 20 aprile 1956 – Londra, 13 novembre 2014) è stato un politico e imprenditore georgiano.
Fu uomo d'affari e filantropo, fondatore della Knowledge Foundation al vertice dell'ufficio centrale della Libera Università di Tbilisi.

## Biografia
Biologo per formazione universitaria, Bendukidze ha iniziato la propria attività di processi biologici industriali nel 1987, producendo composti biochimici per la ricerca scientifica. Ben presto divenne noto come uno dei principali libertari russi. Ha guidato un gruppo di lavoro sulle imposte e la valuta all'interno dell'Unione russa degli industriali e imprenditori, e premuto per cambiamenti nella politica fiscale che, alla fine, ha portato all'adozione di aliquota fiscale fissa sui redditi (flat tax), del 13 per cento. In Russia, è stato un avversario forte dell'intervento del governo nell'economia, una visione che lo ha messo in contrasto con il presidente Vladimir Putin. Poco dopo Bendukidze vende la sua quota e si trasferisce di nuovo in Georgia.
Dopo la Rivoluzione delle Rose del novembre 2003, poco dopo il ritorno dalla Russia, è stato nominato ministro dell'Economia dall'ex presidente Mikheil Saak'ashvili e dal successivo Primo Ministro Zurab Jvania nel 2004. È stato Ministro georgiano dell'Economia (giugno-dicembre 2004), Ministro per il coordinamento delle Riforme (dicembre 2004 - gennaio 2008) e capo della Cancelleria del governo della Georgia (febbraio 2008 - febbraio 2009). e fu l'autore delle riforme liberali che riformarono l'economia post-sovietica della Georgia.
La nomina di Bendukidze e il suo incarico come Ministro dell'Economia ha dato alla Georgia una crescita economica annua del 9,3% nel periodo 2004-2007 e quasi quadruplicando gli investimenti stranieri. Il governo è riuscito a diminuire le tasse quadruplicando il numero di licenze e concessioni ai privati sino al 90% e riuscendo a liberalizzare il mercato del lavoro. Queste tappe di riforme liberali hanno portano alla formazione di una classe media prima quasi inesistente.
Ha creato un ente di beneficenza chiamato Knowledge Foundation, ed era lui dietro l'istituzione della "Free University of Tbilisi" (Libera Università di Tbilisi) e della Agricultural University of Georgia (Università georgiana dell'agricoltura).
Kakha Bendukidze ha avuto un ruolo attivo nell'aiutare il nuovo governo dell'Ucraina, nel suo scontro con la Russia iniziato nel 2014.

## Morte
Bendukidze morì il 13 novembre 2014 nell'InterContinental Hotel di Park Lane a Londra, dopo aver subito un intervento di cardiochirurgia a Zurigo con l'applicazione di stent una settimana prima della morte. L'ex presidente della Georgia Mikheil Saak'ashvili aveva espresso il desiderio che Bendukidze fosse sepolto sul monte Mtatsminda a Tbilisi, nel Pantheon di personaggi pubblici e scrittori della Georgia,, ma il desiderio della famiglia era che Bendukidze venisse sepolto accanto alla tomba di sua madre nel cimitero Kucia a Tbilisi.

## Citazioni
- Per quanto riguarda il progresso democratico altalenante della Georgia, spesso diceva: “La Georgia ha fatto un passo avanti in termini di democrazia, ma a volte quando si effettua un passo avanti si passa nella merda.”[6]